# Listy od nieznajomego
Listy od nieznajomego (tytuł hebr. שבלולים בגשם Szablulim ba-geszem, ang. Snails in the Rain) – izraelski film fabularny z 2013 roku, napisany i wyreżyserowany przez Jariwa Mozera, powstały na podstawie powieści Ogród umarłych drzew autorstwa Josiego Awni-Lewiego. Zdjęcia kręcono w Tel Awiwie.
Fabuła filmu skupia się na losach Bo’aza, studenta lingwistyki, który zaczyna otrzymywać anonimowe listy od zakochanego w nim mężczyzny. Bohater − skryty homoseksualista, żyjący z dziewczyną − wspomnieniami wraca do chwil, o których wolałby zapomnieć.
Światowa premiera projektu odbyła się 8 czerwca 2013 w trakcie Międzynarodowego Festiwalu Filmów o Tematyce LGBT w Tel Awiwie, 20 czerwca tego roku nastąpiła premiera komercyjna filmu w Izraelu, a 19 grudnia 2014 obraz zyska dystrybucję na terenie Polski. Listy od nieznajomego zebrały pozytywne recenzje krytyków.

## Obsada
- Jo’aw Re’uweni − Bo’az
- Jariw Mozer − profesor Richlin
- Jehuda Nahari − Nir
- Moran Rosenblatt − Noa
- Eran Lew − żołnierz
- Hawa Ortman − Rut
- Ejal Kohen − sąsiad-mechanik
- Szak Brenner − komandor
- Jaron Biton − męska prostytutka
- Itaj Gonen − mężczyzna, z którym całuje się Bo’el Mikunis,az

## Festiwale filmowe
Film zaprezentowano podczas następujących festiwali filmowych:
- 2013: Izrael − Międzynarodowy Festiwal Filmów o Tematyce LGBT w Tel Awiwie
- 2013: Kanada − Montréal World Film Festival
- 2013: Stany Zjednoczone − Pittsburgh International Lesbian and Gay Film Festival
- 2013: Stany Zjednoczone − Chicago International Film Festival
- 2013: Brazylia − Mostra Internacional de Cinema Sao Paolo
- 2013: Republika Południowej Afryki − Cape Town & Winelands International Film Festival
- 2013: Wielka Brytania − UK Jewish Film Festival
- 2013: Serbia Belgrade − Queer Film Festival
- 2013: Indie − Chennai International Film Festival
- 2014: Indie − Pune International Film Festival
- 2014: Australia − Mardi Gras Film Festival
- 2014: Australia − Melbourne Queer Film Festiva
- 2014: Francja − Israel Film Festival in Paris[2]

## Nagrody i wyróżnienia
- 2013, Chicago International Film Festival:
  - nominacja do Nagrody Audiencji (wyróżniony: Jariw Mozer)[7]
- 2013, Montréal World Film Festival:
  - nominacja do nagrody Golden Zenith (Jariw Mozer)[7]